# Червенокрака слънчева катерица
Червенокраката слънчева катерица (Heliosciurus rufobrachium) е вид бозайник от семейство Катерицови (Sciuridae).

## Разпространение
Видът е разпространен в Бенин, Бурунди, Гамбия, Гана, Гвинея, Гвинея-Бисау, Демократична република Конго, Екваториална Гвинея, Камерун, Кения, Кот д'Ивоар, Либерия, Нигерия, Руанда, Сенегал, Сиера Леоне, Танзания, Того, Уганда и Централноафриканска република.